# Colette Demaizière
Colette Demaizière (geb. 1929 in Pierre-de-Bresse; gest. 9. Februar 2016 ebenda) war eine französische Romanistin und  Grammatikhistorikerin.

## Leben und Werk
Colette Dumont-Demaizière war ab 1969 Assistant, ab 1975 Maître-assistant an der Universität Avignon. Sie habilitierte sich 1979 an der Sorbonne mit der von Robert Loriot betreuten Thèse La grammaire française au XVIème siècle. Les grammairiens picards (2 Bde., Lille 1983, Paris 2008) und wurde 1981 Professorin für Französisch an der Universität Lyon III (dort auch zehn Jahre lang Dekanin). 1994 ging sie in den Ruhestand. 
Colette Demaizière gab acht französische Grammatiken des 16. Jahrhunderts heraus (und übersetzte die lateinisch verfassten ins Französische). Sie war Ritter im Ordre national du Mérite.

## Weitere Werke
- (mit Jacques Guignet) Les auteurs picards d’expression française et latine, Amiens 1977
- (Hrsg. mit Guy Lavorel) Destin du livre. Travaux du colloque « Auteurs, lecteurs, libraires », Villeurbanne 1994

### Herausgebertätigkeit zur Grammatik des 16. Jahrhunderts
- Charles de Bouelles/Carolus Bovillus, Sur les langues vulgaires et la variété de la langue française. Liber de differentia vulgarium linguarum et Gallici sermonis varietate (1533), Paris 1973
- Jacques Dubois/Jacobus Sylvius, Grammaire (1531). Iacobi Syluii Ambiani in linguam Gallicam Isagoge, una cum eiusdem grammatica latino-gallica, ex hebraeis, graecis et latinis authoribus. Introduction à la langue française avec une grammaire latino-française inspirée des auteurs hébreux, grecs et latins par Jacques Dubois d’Amiens, Genf 1998 (lateinisch und französisch)
- Petrus Ramus/Pierre de la Ramée, Grammaire (1572),  Genf/Paris 2001
- Antoine Cauchie/Antonius Caucius, Grammaire française (1586), Paris 2001 (lateinisch und französisch)
- Robert Estienne, Traicté de la grammaire francoise (1557), Paris 2003
- Gabriel Meurier, La grammaire francoise, contenante plusieurs belles reigles propres et necessaires pour ceulx qui desirent apprendre ladicte langue (1557), Paris 2005
- Jean Bosquet, Elemens ou Institutions de la langue francoise (1586), Paris 2005
- (mit Alberte Jacquetin-Gaudet) Daniel Cachedenier, Initiation à la langue française (1601), Paris 2010 (kritische Ausgabe, lateinisch und französisch)